# Kettle Falls (Washington)
Kettle Falls je grad u američkoj saveznoj državi Washington. Prema popisu stanovništva iz 2010. u njemu je živjelo 1.595 stanovnika.